# Società aerea mediterranea
Società Aerea Mediterranea (SAM) è stata una compagnia aerea italiana che effettuò trasporto passeggeri e servizi postali dalla fine degli anni venti del XX secolo ai primi anni del decennio successivo.
Quindi, con azionisti e compiti totalmente diversi per circa un decennio dall'inizio anni sessanta.

## Storia

#### La fondazione e i programmi
La Società Aerea Mediterranea (SAM) fu fondata ufficialmente il 26 marzo 1928 ed alla stesura del rogito fu presente Italo Balbo, che da un biennio era sottosegretario con delega all'aviazione civile. Il capitale fu quasi interamente sottoscritto dal Ministero dell'Aeronautica. Il generale Francesco De Pinedo, che aveva già ottenuto svariati meriti sia come militare che come aviatore, in ottimi rapporti con Balbo, fu nominato presidente. Negli intendimenti del gerarca la S.A.M. era il primo passo per riunire in un'unica azienda, tramite "un'azione di largo assorbimento", tutte le iniziative private dell'aviazione commerciale in Italia.

#### Anni venti

I primi voli - Ostia (per Roma)-Olbia-Palermo e Ostia (per Roma)-Cagliari - furono effettuati il 21 aprile 1928 e le destinazioni erano tutte dotate di adeguati idroscali. L'anno seguente fu raggiunta Tunisi, prima città straniera, legata all'Italia da fattori etnici e commerciali. La flotta iniziale fu costituita da idrovolanti Savoia-Marchetti S.55P la cui adozione era stata ampiamente caldeggiata dai costruttori. A seguito di divergenze sui reali scopi della società De Pinedo lasciò l'incarico di presidente ad Umberto Klinger, pilota decorato ma anche amico e corregionario di Balbo, che affidò la direzione generale dell'azienda ad Antonio Venturini.

#### Anni trenta

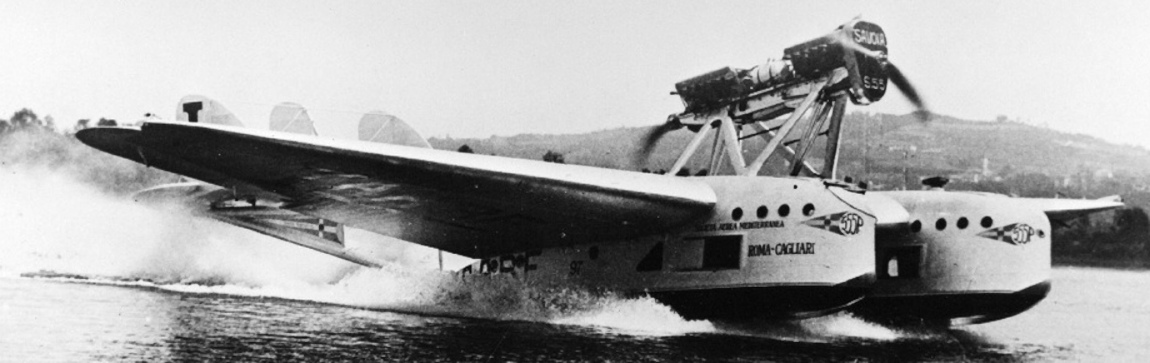
Savoia-Marchetti S.55 in decollo verso la Sardegna.

Nel luglio 1931 la rete fu ampliata con il volo Ostia (per Roma)-Brindisi-Tirana. Nello stesso anno entrarono in servizio un paio di Savoia-Marchetti S.71 e, due anni dopo, diversi Savoia-Marchetti S.66. Eventi importanti stavano maturando sotto lo sguardo compiaciuto di Italo Balbo che ne era stato l'ideatore e l'artefice. Il 23 dicembre 1931 il Ministero dell'Aeronautica acquistò in blocco la Transadriatica le cui dotazioni, flotta, personale furono trasferiti contestualmente a S.A.M.
Nei due anni seguenti la società fu impegnata, sostanzialmente, nella razionalizzazione e successivo ampliamento delle rotte nazionali e coloniali, subentrando nelle tratte a breve e medio raggio vacate dalle società private. Nel 1932 la rete fu suddivisa in tre settori: "Adriatico" con base a Venezia (rotte ex SISA), "Tirreno" con base a Ostia (RM) (rotte ex SANA), "Levante" con base a Tirana.
Per le aziende private il governo aveva già deciso la dissoluzione: il 1° giugno 1934 fu integrata Aero Espresso Italiana anche se fu concessa autonomia operativa fino all'estate dell'anno successivo. Ancora nel 1934 - per l'esattezza il giorno 1 agosto - furono assorbite SANA e SISA. Di conseguenza la flotta S.A.M. integrava due tipi di velivoli che costituivano una novità: Junkers F13 e Junkers G24.
Ormai doveva essere compiuto solo un passo formale: il 28 ottobre 1934 S.A.M. mutò ragione sociale in Ala Littoria, diventando ufficialmente la prima compagnia aerea italiana di bandiera.La data coincideva con il 12° anniversario della "Marcia su Roma".

### Anni sessanta-settanta

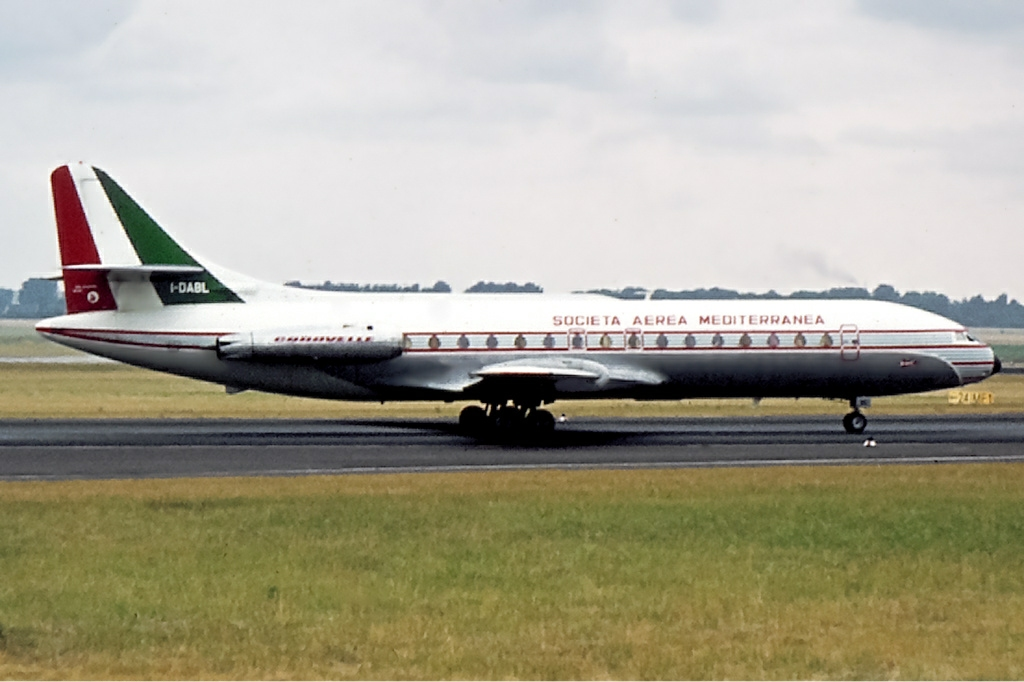
Un Sud Aviation SE.210 "Caravelle" nella prima livrea che rifletteva quella di Alitalia.

Il 1º dicembre 1959 la compagnia di bandiera Alitalia - Linee Aeree Italiane ricostituì SAM come società per azioni e con il compito di effettuare attività charter con velivoli ceduti in noleggio o in esercizio temporaneo.  Il primo volo fu effettuato in data 1º aprile 1961. Inoltre, nel mese di dicembre dello stesso anno, SAM iniziò ad operare alcuni collegamenti di linea esclusivamente per conto Alitalia con i bimotori Douglas DC 3 (collegamenti minori lungo la direttrice nord-sud e il collegamento stagionale Rimini-Roma) e Curtiss C-46 (per i voli tutto-merci). Tali attività cessarono nel 1964 in concomitanza dell'inizio delle attività di ATI.
Nel frattempo la società aveva attuato un sempre più nutrito ventaglio di voli a medio raggio con i quadrimotori Douglas DC 6B ricevuti da Alitalia e con capienza per 82 passeggeri in classe unica. Nel solo 1962 circa 25.000 turisti volarono con SAM tra Italia e Gran Bretagna. Negli anni successivi furono raggiunte le più disparate destinazioni quali Glasgow, Stoccolma, Tenerife in Europa, Johannesburg in Africa, Tokyo in Estremo Oriente, Perth in Australia. La SAM partecipò anche ad alcune azioni di tipo umanitario quali il rimpatrio di cittadini francesi dall'Algeria divenuta indipendente.

Un Sud Aviation SE.210 "Caravelle" nei colori finali adottati, assolutamente speculari di Alitalia.

Successivamente furono effettuate vere e proprie "catene" quasi ininterrotte di voli: dalla Germania per la Sicilia, pellegrinaggi "alati" trisettimanali da Roma per Lourdes, voli per gruppi organizzati verso il Medio ed Estremo Oriente, soprattutto Terrasanta e Giappone. Poco usuali, anche se ricorrenti, alcune attività merci quali il trasporto nei mesi compresi tra ottobre e aprile di fiori freschi recisi da Albenga alla Svezia, con cadenza trisettimanale. Positivi i risultati operativi: ad esempio dalle 3.600 ore di volo del 1961 alle oltre 16.300 del 1966.Tra la fine degli anni '60 e l'inizio del decennio successivo anche alcuni bireattori Sud Aviation SE.210 "Caravelle" dismessi da Alitalia incrementarono il parco macchine e migliorarono i servizi al passeggero. Nondimeno Alitalia non desiderava che SAM acquisisse troppa autonomia e, a partire dal 1972, attività, velivoli e personale furono progressivamente integrati nella capofila. Dopo averne alienato la flotta Alitalia chiuse l'affiliata all'inizio del 1977.

## Flotta

### Periodo prebellico
Come da fonti citate:
- Breda Ba.44
- CANT 10ter
- CANT 22
- Fokker F.VIIb-3m
- Junkers F 13
- Junkers G 24
- Savoia-Marchetti S.55P
- Savoia-Marchetti S.59
- Savoia-Marchetti S.66
- Savoia-Marchetti S.71

### Sussidiaria di Alitalia
- Curtiss C-46
- Douglas DC 3
- Douglas DC 6B
- Sud Aviation SE.210 "Caravelle"